# L'ultima notte (Ariete)
L'ultima notte è un singolo della cantante italiana Ariete, pubblicato il 14 maggio 2021.

## Descrizione
Pubblicato prima dell'estate 2021, il brano, scritto a quattro mani con Marco De Cesaris, è stato utilizzato come spot del Cornetto Algida, risultando uno dei brani più trasmessi durante l'anno.

## Tracce
Testi di Arianna Del Giaccio e Marco De Cesaris, musiche di Arianna Del Giaccio, Marco De Cesaris e Daniele Razzicchia.
1. L'ultima notte – 2:37

## Classifiche

### Classifiche settimanali
| Classifica (2021) | Posizione massima |
| ----------------- | ----------------- |
| Italia            | 12                |

### Classifiche di fine anno
| Classifica (2021) | Posizione |
| ----------------- | --------- |
| Italia            | 48        |